# E metró (New York)
A New York-i 'E' metró az IND Nyolcadik sugárút vonalcsoport harmadik tagja (a másik kettő: A és C). Teljes útvonala a föld alatt található. Az E a nap minden időszakában közlekedik, azonban a 179. utcai szakaszt csak csúcsidőben (és akkor is csak egy irányban) érinti. Késő éjszaka lassú, minden egyéb időben pedig expressz járatként közlekedik.

## Útvonalak
| Útvonal                                               | Jelleg   | Időszak                                           |
| ----------------------------------------------------- | -------- | ------------------------------------------------- |
| Jamaica Center-Parsons Boulevard - World Trade Center | lassú    | Csak késő éjszaka                                 |
| Jamaica Center-Parsons Boulevard - World Trade Center | expressz | Egész nap, kivéve késő éjszaka                    |
| 179th Street - World Trade Center                     | expressz | WTC felé csak reggel, 179th Street felé csak este |

## Állomások
|                      | Állomás                                   | Átszállási kapcsolatok (metró) | Megjegyzés                                           |
| -------------------- | ----------------------------------------- | ------------------------------ | ---------------------------------------------------- |
| Queens               |                                           |                                |                                                      |
| 179th Street felől   |                                           |                                |                                                      |
|                      | Jamaica - 179th Street                    |                                |                                                      |
|                      | Parsons Boulevard                         |                                |                                                      |
| Jamaica Center felől |                                           |                                |                                                      |
|                      | Jamaica Center - Parsons/Archer           |                                |                                                      |
|                      | Sutphin Boulevard                         |                                |                                                      |
|                      | Jamaica - Van Wyck                        |                                |                                                      |
| Állandó szakasz      |                                           |                                |                                                      |
|                      | Briarwood - Van Wyck Boulevard            |                                |                                                      |
|                      | Kew Gardens - Union Turnpike              |                                |                                                      |
|                      | 75th Avenue                               |                                |                                                      |
|                      | Forest Hills - 71st Avenue                |                                |                                                      |
|                      | 67th Avenue                               |                                |                                                      |
|                      | 63rd Drive - Rego Park                    |                                |                                                      |
|                      | Woodhaven Boulevard                       |                                |                                                      |
|                      | Grand Avenue - Newtown                    |                                |                                                      |
|                      | Elmhurst Avenue                           |                                |                                                      |
|                      | Jackson Heights - Roosevelt Avenue        |                                | Q33-as busz a LaGuardia repülőtér felé               |
|                      | 65th Street                               |                                |                                                      |
|                      | Northern Boulevard                        |                                |                                                      |
|                      | 46th Street                               |                                |                                                      |
|                      | Steinway Street                           |                                |                                                      |
|                      | 36th Street                               |                                |                                                      |
|                      | Queens Plaza                              |                                |                                                      |
|                      | 23rd Street - Ely Avenue                  |                                |                                                      |
| Queens Manhattan     |                                           |                                |                                                      |
|                      | Lexington Avenue - 53rd Street            |                                |                                                      |
|                      | 5th Avenue - 53rd Street                  |                                |                                                      |
|                      | 7th Avenue                                |                                |                                                      |
|                      | 50th Street                               |                                | Mozgáskorlátozott megközelítés kizárólag dél felé    |
|                      | 42nd Street - Port Authority Bus Terminal |                                | Port Authority Bus Terminal                          |
|                      | 34th Street - Penn Station                |                                | Amtrak, LIRR, New Jersey Transit                     |
|                      | 23rd Street                               |                                |                                                      |
|                      | 14th Street                               |                                |                                                      |
|                      | West 4th Street - Washington Square       |                                | 9th Street (PATH állomás)                            |
|                      | Spring Street                             |                                |                                                      |
|                      | Canal Street                              |                                |                                                      |
|                      | World Trade Center                        |                                | WTC (Path állomás); komp Hoboken és Jersey City felé |
| Manhattan            |                                           |                                |                                                      |

| Jelmagyarázat | Jelmagyarázat                                                                                     |
| ------------- | ------------------------------------------------------------------------------------------------- |
|               | Egész nap                                                                                         |
|               | Egész nap, kivéve éjszaka                                                                         |
|               | Csak éjszaka                                                                                      |
|               | Hétköznap csak éjszaka, hétvégén egész nap                                                        |
|               | Kizárólag csúcsidőben és csak az egyik irányba (Délelőtt Manhattan felé, délután Manhattan felől) |

## Lásd még
- A és C metrók (New York)
- New York-i metró

## Fordítás
- Ez a szócikk részben vagy egészben  az   E (New York City Subway service) című angol Wikipédia-szócikk fordításán alapul.  Az eredeti cikk szerkesztőit annak laptörténete sorolja fel. Ez a jelzés csupán a megfogalmazás eredetét és a szerzői jogokat jelzi, nem szolgál a cikkben szereplő információk forrásmegjelöléseként.